# Chilocampyla
Chilocampyla är ett släkte av fjärilar. Chilocampyla ingår i familjen styltmalar.
Kladogram enligt Catalogue of Life:
| Chilocampyla | \| \| Chilocampyla dyariella \| \| \| \| \| \| Chilocampyla psidiella \| \| \| \| |
|              | \| \| Chilocampyla dyariella \| \| \| \| \| \| Chilocampyla psidiella \| \| \| \| |
|              | Chilocampyla dyariella                                                            |
|              |                                                                                   |
|              | Chilocampyla psidiella                                                            |
|              |                                                                                   |